# 반타니촌
반타니촌(伴谷村)은 시가현 고카군에 설치되었던 촌이다.